# 李元祥
李元祥（626年—680年9月7日），唐高祖李淵第二十子，母为杨素之女楊嬪（601年—657年）。
631年，封許王。637年，徙封江王、任蘇州刺史、受实封八百户。649年、加增实封千户。唐高宗即位后，历任金州、鄜州、鄭州刺史。李元祥性格贪婪、好搜集金宝，贪得无厌。与弟弟滕王李元嬰、侄儿蒋王李惲、哥哥虢王李鳳以貪欲暴虐闻名，王府官属都不愿做他们的下属，说：“宁向儋、崖、振、白，不事江、滕、蒋、虢。”元祥体态宽大，腰帯相当于十个人的腰围，饭量相当于数人。当時韓王李元嘉、虢王李鳳、魏王李泰都体态宽大，但都不及李元祥。李元祥还瞎了一个眼。据其墓志记载，李元祥逝世于调露二年七月廿七日（680年9月7日），春秋五十有五，追贈司徒、并州大都督，陪葬献陵，谥号安。

## 子孙
7子：
- 李晫，封永嘉王、復州刺史，犯禽兽之行，赐死于家。
- 李皎，封武陽王
  - 李丛，以幼流死岭表，葬南安，人号其冢为“天孙墓”。
- 李昕，封任国公
- 李晧，封義興郡公
- 李炅，封广平郡公，官澧州刺史，出继邓王李元裕，娶右屯卫将军杨知庆女杨无量寿，有嫡子
  - 李孝先，嗣邓王、右监门卫大将军
  - 李继先，信王傅
  - 李继宗，嗣武阳郡王，降澧国公，国子祭酒、金吾卫大将军
  - 李继贤，中郎将
- 李晃，封鉅鹿郡公
  - 李钦，嗣江王，景龙四年，加银青光禄大夫，娶王仁皎女，至千牛将军。
- 李暹

后来李元祥孙武阳郡王李堪继嗣为澧国公，其为何人之子不详。

## 延伸閱讀
- 《旧唐書》卷六十四 列传第十四 江王元祥传
- 《新唐書》卷七十九 列传第四 江王元祥传